# ماغنيسيا
مغنيسيا (باليونانية: Μαγνησία، نقحرة: ماغنيسيا) المستمدة من اسم قبيلة ماغنيت، هي واحده من الوحدات الإقليمية لليونان.وهو جزء من منطقة ثيساليا.عاصمتها مدينة فولوس.و حوالي 70% من السكان يعيشون في منطقة فولوس الكبرى. كما أنها الثانية بعد أكبر مدينه في ثيساليا ولديها ثالث أكثر المطارات ازدحاما في الميناء التجاري في اليونان.وفقا لاخر تعداد أجري عام (2011), بلغ عدد السكان 190,010 نسمة. كما أن الوحدة الإقليمية تستضيف 2,000,000 سائح سنويا.ويمثل المغنيسيا في البرلمان اليوناني خمس أعضاء.اما منتجاتها الزراعية الرئيسية فهي الطماطم والقطن والقمح والزيتون وزيت الزيتون والمكسرات المجففه خصوصا اللوز والفستق.
Greek: Μαγνησία, Magnisía, IPA: [maɣniˈsia]
خليج باغستك هو أحد الظواهر الجغرافية المميزة في مغنيسيا، ويوجد على خليج ايجه. تحد سلسة جبال بيلون الخليج من الشرق والجانب الجنوبي، سامحةً بمرور قناة ضيقه بالقرب من تركيرا. أعلى قمة في بيلون المشجرة هي بورنوز ستافروس أو اكسفورتي (ارتفاع1,624 متر 5,458قدم). على الحافة الجنوبية لشبه جزيرة مغنيسيا يوجد جبل تاسوا. جبل ماروفونا (1,054متر أو 3,458قدم) في اقصى الشمال الشرقي ويمتد إلى الوحدات الاقليمة المجاورة. تشكل سلسة جبال اوثريس الحدود الجنوبية والغربية من مغنيسيا، واعلى قمة فيها هي كوراكوفيني (1,726ميتر او5,663 قدم). اما في داخل البلاد فإن مَغنيسيا لديها اثنين من السهول. سهول جنوبيه غربيه في باغستيك الخليج وتسمى سهول الميروس، وسهول الشمال الغربي في الخليج تسمى سهل فولوس فيلستونوا.الشبكة الهيدرولوجيه في مغنيسيا خصوصًا ليست غنية ويتسم بغياب الانهار الكبيرة.تشكل المياه القادمة من جبل بيلون نهر انافررو وبلاتانوريما وساراز.
في القسم الشمالي من مغنيسيا، عُثر على بحيره كارلا سابقا. استنزفت بحيرة كارلا في عام 1962 , ولكن بذلت محاولات لترميم جزئا منها.على خليج سويربي بجانب امالبوز حيث توجد الأراضي الرطبة الساحلية مع أنواع مختلفه من الطيور المهاجرة. هذه الأراضي الساحلية وغابة كوري (وهي اراضي غابات النادرة سهلية تشتهر بشجر البلوط بالقرب من الميروس) أُدرجت من ضمن شبكة المحميات الأوروبية)Natura 2000).

## المناخ
متوسط درجة الحرارة 17 درجة مئوية ومعدل هطول الأمطار من 540 ملم سنويا. تندر موجات الحرارة وفترات البرد الشديدة،
خلال فصل الصيف ترتفع درجة الحرارة وتصل إلى حوالي 37 إلى 38 درجة مئوية (99ـ100 درجة مؤية)في أغسطس. يختلف المناخ في مناطق مختلفة من المحافظة.اما الاحوال الجوية بالقرب من باغسيتك الخليج فرطبة، بينما في ني لونيا جاف تماماً والميروس يتسم بمناخ قاري.وتتساقط الثلوج على الجبال كثيرًا في فصل الشتاء، وغالبا درجات الحراة تكون منخفضة.

## الإدارة
تنقسم وحدة مغنيسيا الإقليمية إلى 5 بلديات.هذه هي (كما في الحال في عدد الخريطة في اينفويواكس)
- الميروس
- ريغاس
- جنوب بيليون
- فولوس
- زاكوره موريسي

ا==لمحافظات==
تم انشا المغنيسا باعتبارها محافظة.وبالاضافه إلى وحدة مغنيسيا الإقليمية الحالية وشملت محافظة مغنيسيا المجموعة الشماليه سبوراد من الجزر (سكياثوس وسكوبيلوس والونيسوس). وكجزء من الإصلاح الحكومي كالكراتز في عام 2011 . تم تقسيم المحافظة إلى وحدات اقليمية في مغنيسيا وسبوراد. وفي الوقت نفسه، تم إعادة البلديات.
محافظة فولوس – فولوس محافظة سكوبيلوس وسبوراد - سكوبيلوس
ملاحظة: المحافظات لم تعد تعقد أي وضع قانوني في اليونان.
التاريخ
وأيولوس، تتألف من مجموعة من الأسلاف من القبائل القديمة التي شكلت / الأمة الهيلينية اليونانية. حكمت ماغنس المنطقة والناس خاضعين تحت رايته. مغنيسيا هي أيضا موطن الأبطال الأسطورة جيسون، بيليوس وابنه أخيل.
المنطقة المشهورة
التقارير المكتوبة مازالت من 5 قرون وظهرت الوثيقة *سي أي *في المسيحية في مغنيسيا. محضر من المؤتمر العالمي الثالث وقد شارك في التوقيع القسيس في دامترادا سلوناكوز.ولقد اكتشفوا خمسة من البازليكيا في نيا انهلوس، مما دل أنها كانت تشهد نموآ روحيا. مغنيسيا لديها كنائس وأديرة صغيره، وكثير منها تتميز بروائع معمارية على الطراز الذي يسمى (بيلورتكا).في هذه المنطقة في بيلون هو مسكن الرهبان في سانت يرساموز في ماركينيتسا، الملائكة المقدسة في اوجيس جيرجيوس ناليز، اوسيس لافرداوز في اوجيس لافرندس، القديس جون ينصر في سكاي والقديس سيبردون في برومري.الأكثر شهره هو مسكن الرهبان في فلموري، الذي بناه اوسيس ساميون في القرن 16, والذي يسمى بعاري القدمين ذو لباس الخاصرة.وتقع فوق فينيتو.وفي منطقة الماورس وعلى جبل اوثرس بنيى اثنين من مساكن الرهبان، واحده يسكنها الرهبان في انو باقيانا (مريم العذراء) اكسينيا والراهبات الاخريات في كاتو باناجيا اكسينا.هذا الدير (مسكن الرهبان) يحمل المعالم التاريخية للمنطقه من القرن 12 , مع الرسومات التي على الجدار والخزائن والمكتبات.في كاتو باناجيا اكسينا الدير (سكن الرهبان) صورة للعذراء مريم المحترمة وضعها اهالي المنطقة.وتم الاحتفاظ بها. جميع الاديرة هي مصلحة اثرية وتاريخية وفنية ويمكن الوصول اليها بسهولة

## المواقع الأثرية
ديموتريس
ايلكوس
مايكروثيفس
نيا انجلوس
باجاسيا

## النقل
وارتبطت المحافظة على السكك الحديدية الوطنية (ΟΣΕ) في أواخر القرن 19. في عام 1964، افتتح GR-1 الشمال والجنوب بالطريق السريع أمام حركة المرور. وترتبط المحافظة مباشرة مع بقية أوروبا عن طريق المطار الدولي في وسط اليونان، وتقع في نيا أنخيالوس، على بعد مسافة قصيرة من فولوس. ويشمل المطار محطة يمكن أن تخدم 1500 راكب في الساعة.
وتشمل الطرق في الولاية:
- الطريق اليوناني الدولي 1/E75, SW, W, NW
- الطريق اليوناني الدولي 6, Cen., NW
- الطريق اليوناني الدولي 30, W, Cen.

## أشخاص بارزون
1. جيسون، بطل أسطوري قديم
2. بيليوس، بطل أسطوري قديم
3. سانت خارالامبوس، (89-202) الشرقية الأرثوذكسية كنيسة القديس
4. ريغاس Feraios، أول ثوري اليونانية والشاعر، البطل القومي
5. جورجيو دي شيريكو (1888-1978)
6. انثيموس قازيوس، (توفي 1828)
7. الكسندروس بابدامينت، (1851) - (1911)
8. ثيوفيلوس، الفنان، (1871) - (1934)
9. صوفيا فيمبو، (1910-1978)، الموسيقي والفنان
10. تزامساس ارماوس، (فولوس تزامساس ارماوس- 1999اثينس)، بطل العالم ومصارع
11. فانجيليس، ملحن، ولد 1943
12. (فادونجازكاز13يونيو 1917 - 17 يوليو 1999 في أثينا)، سياسي يوناني
13. ، لافيرنتيس الملحن والموسيقي
14. باراسكيفي تيسيميتا، الميدالية الذهبية في الوثب الثلاثي، 1999 بطولة العالم لألعاب القوى، إشبيلية، أسبانيا
15. أولغا فاسديكا، صاحب الميدالية البرونزية في الوثب الثلاثي، 1999 بطولة العالم لألعاب القوى، إشبيلية، أسبانيا
16. فاسيليس بوليموروس، صاحب الميدالية البرونزية الاولمبية عام 2004 في أثينا اليونان، الجذف
17. نيكوسسكيثيتيس، بطل الأولمبي 3 عام 2004، أثينا اليونان، الجذف، لافرنتيز دانيولز وهو الممثل اليوناني